# Zenón de Cauno
Zenón de Cauno, (siglo III a. C.), hijo de Agreophon, fue natural del poblado griego de Cauno, en la parte baja de Asia Menor. Se trasladó a Filadelfia en Jordania y se convirtió en secretario privado de  Apolonio, el ministro de finanzas de Ptolomeo II Filadelfo y Ptolomeo III Evergetes, gobernantes griegos de Egipto durante el siglo III a. C..
Cerca de 2000 cartas y documentos en griego y demótico escritas en papiro por Zenón fueron descubiertas en la década de 1900; son referidas como los Papiros de Zenón.
Una parte sustancial de los papiros está ahora disponible en línea y etiquetada gramaticalmente en el Proyecto Perseo alojado en la Universidad Tufts.
Drimilo y Dionisio, dos empleados de Zenón, eran conocidos por su participación en la venta de mujeres como esclavas sexuales en las áreas que Zenón estaba visitando. 